# 110报警服务台
110报警服务台是中华人民共和国公安機關设立的一个用于接收和处理公众的紧急报警、求助和投诉的平台，全天24小时值班，以随时接受公众的紧急报警和紧急救助。110报警服务台的主要职责包括受理各种紧急情况下的报警，如刑事案件、治安案件、交通事故、火灾等，并提供紧急求助服务，如自然灾害、公共设施险情等情况下的紧急救助，以及接受对公安机关及其人民警察的投诉和意见。同时，110报警服务台也负责指挥调度警员，处理各种报警求助。
“110”是中国大陆的报警电话，属于紧急电话的一種。在中国大陆，110报警服务台于1986年设立，是中华人民共和国公安机关接收群众和社会报警求助的全国统一特种服务免费电话。如果不方便拨打电话，也可以使用12110进行短信报警。

## 历史
中华人民共和国成立之初，并无统一的报警电话，广州、南京等大城市沿用中華民國大陸時期的“00”盗警电话。根据公安部1959年10月22日印发的《关于火警电话“09”匪警电话“00”两个号码改为“119”及“110”的通知》（〔59〕公消字第65号），匪警电话自1959年10月份开始逐步改为“110”，黑龙江省牡丹江市、佳木斯市最早更改。此时“110”仅作为单一的匪警电话使用。
1980年代，改革开放使人、财、物大流动，中国大陆社会治安发生重大变化，打造一个集报警、指挥、处警于一体的报警台成为公安工作的必需。1986年1月，广州市公安局发布《关于认真受理110报警电话的通知》（穗公发〔1986〕1号）文件，宣布从1月10日起开通110报警服务台。1月10日，中国大陆首个报警服务台正式启用。同日凌晨3时15分左右，值班员蔺梅接到第一个报警电话，内容为“广州市景园酒店的向某某报警称丢失行李”。她接通并记录，随后派民警赶往现场进行处置。结果发现该酒店发生了一宗盗窃案，嫌疑人正在盗窃物品。
1987年6月，公安部下发《关于大中城市公安局普遍建立110报警服务台的通知》，要求各大中城市公安局在两年内普遍建立110报警服务台。
2003年4月30日，公安部颁布《110接处警工作规则》。

## 受理范围

### 报警
1. 刑事案件；
2. 自然灾害、治安灾害事故；
3. 治安事件；
4. 危害人身、财产安全或者社会治安秩序的群体性事件；
5. 其他需要公安机关处置的与违法犯罪有关的报警。[3]

### 求助
1. 发生溺水、坠楼、自杀等状况，需要公安机关紧急救助的；
2. 老人、儿童以及智障人员、精神疾病患者等人员走失，需要公安机关在一定范围内帮助查找的；
3. 公众遇到危难，处于孤立无援状况，需要立即救助的；
4. 涉及水、电、气、热等公共设施出现险情，威胁公共安全、人身或者财产安全和工作、学习、生活秩序，需要公安机关先期紧急处置的；
5. 需要公安机关处理的其他紧急求助事项。[2]

### 投诉
110可以受理中华人民共和国公安机关及其人民警察正在发生的违反《中华人民共和国人民警察法》、《公安机关督察条例》等法律、法规和人民警察各项纪律规定，违法行使职权，不履行法定职责，不遵守各项执法、服务、组织、管理制度和职业道德的各种行为。

## 相关处罚
拨打110报假警的行为违反《中华人民共和国治安管理处罚法》第二十五条规定：谎报险情、疫情、警情或者以其他方法故意扰乱公共秩序的，处5日以上10日以下拘留，情节较轻的，处5日以下拘留或者500元以下罚款。

## 海外服务
中國大陸部分省市在中華人民共和國境外設有公安機關服務，其報警平台稱為“海外110”。華僑華人普遍視其所在地的“海外110”為開設該服務的公安局的派出所。中华人民共和国外交部发言人汪文斌称“海外110”為服務於華僑華人的“涉侨事务海外服务站”，然而有评论認為“海外110”實際上是中華人民共和國在其境外開設的“海外警务站”，用於监视和骚扰住在中華人民共和國境外的异见人士。